# Carme Carbonell i Nonell
Carme Carbonell i Nonell, coneguda en el món teatral com Carmen Carbonell o Carme Carbonell (Barcelona, 19 de març de 1900 - 27 de novembre de 1988) va ser una actriu de teatre i cinema catalana.
Filla d'Antoni Carbonell, de Sant Andreu del Palomar, i d'Enriqueta Nonell, de Saragossa, va debutar als escenaris el 1914, a l'antic Teatro de la Princesa (després convertit en Teatro María Guerrero). Després de passar per la companyia de Margarida Xirgu, s'incorporà a la Companyía del Teatro Lara, de Madrid. Es va casar amb el també actor Antonio Vico Camarero (Santiago de Xile, 1903 - Madrid, 1972), el mes de gener de 1933 a l'església de Jesús de Gràcia, i amb ell va constituir companyia pròpia, juntament amb Concepció (Concha) Català i Manuel González, Los cuatro ases. Aquesta companyia va estrenar obres de José María Pemán, Jacinto Benavente, Felipe Sassone, Víctor Ruiz Iriarte… En els darrers anys de la seva carrera va participar en la representació d'obres de George Bernard Shaw, Arthur Miller, Jaume Salom, Buero Vallejo, García Lorca o Molière.
L'any 1962 va interpretar, per primera vegada, un paper en català a l'obra La senyora àvia vol marit, de Josep Pous i Pagès. El 3 de març de 1978 estrenà a Barcelona Una altra Fedra, si us plau, de Salvador Espriu, al costat de Núria Espert i sota la direcció d'un jove Lluís Pasqual.

## Trajectòria professional
Teatre
- 1931, 21 d'abril. El príncipe que todo lo aprendió en la vida d'Honorio Maura. Companyia Carbonell-Vico. Estrenada al Teatro Victoria de Madrid.
- 1932. La tía de Carlos.
- 1932. Romance de fieras de Manuel Linares Rivas.
- 1933. ¿Quién tiene venguenza aquí? d'Enrique de Alvear.
- 1933. Escuela de millonarias d'Enrique Suárez de Deza.
- 1933. Julieta compra un hijo d'Honorio Maura.
- 1941. ...y amargaba de Jacinto Benavente. Companyia Carmen Carbonell-Concha Catalá-Manuel González-Antonio Vico. L'estrena a Barcelona va ser al Teatre Comèdia, el 17 de febrer de 1942.
- 1942. Los novios de mis hijas de Leandro Navarro. Companyia Carmen Carbonell-Concha Catalá-Manuel González-Antonio Vico. L'estrena a Barcelona va ser al Teatre Comèdia el 24 d'abril de 1943.
- 1942. La culpa es tuya de Jacinto Benavente. Companyia Carmen Carbonell-Concha Catalá-Manuel González-Antonio Vico. L'estrena a Barcelona va ser al Teatre Comèdia el 20 de maig de 1943.
- 1943. Yo no he venido a traer la paz de José María Pemán
- 1945. Juan Puerto de A. Quintero i C. Rivera.
- 1945. Todo a medio hacer de José M. Pemán.
- 1945. Todo Madrid de F. Serrano Anguita.
- 1945. Un minuto...¡y toda la vida! de F. Sassone.
- 1947. Bengala de L. Navarro i M. de la Cuesta.
- 1947. Si yo quisiera de G. Spitzer.
- 1947. 15 diamantes de F. Serrano Anguita.
- 1947. La forastera de L. Navarro.
- 1948. El aprendiz de amante de Víctor Ruiz Iriarte.
- 1948. ¡Te querré eternamente...hasta el jueves! de J. Alfayate i V. Soriano de Andía.
- 1948. El honrado granuja d'A. Torrado i A. Farré de Calzadilla.
- 1948. Nuestra familia de F. Serrano Anguita.
- 1948. Paradoja de F. Sassone.
- 1950. Dos mujeres a las 9 de Juan Ignacio Luna de Tena i M. de la Cueva.
- 1950. Johnny Lobito d'A. Quintero i P. Guillén Tono.
- 1950. Aurora negra d'Horacio Ruiz de la Fuente.
- 1950. Sobre la cuerda floja de S. Pugliesse.
- 1951. Ya tengo 20 años d. Felipe Sassone.
- 1951. Cuando ella es la otra de V. Ruiz Iriarte.
- 1952. El pulso era normal de J. I. Luca de Tena.
- 1952. El estupendo Juan Pérez d'Ángel Zúñiga. Estrenada al Teatre Poliorama de Barcelona.
- 1952. La señal que os espera d'Antonio Buero Vallejo. Estrenada al Teatro Infanta Isabel de Madrid.
- 1954. El pobrecito embustero de Víctor Ruiz Iriarte. Companyia Carmen Carbonell-Antonio Vico.
- 1954. La mosca de Otelo de J. Alfayate i V. Soriano de Andía.
- 1960. Colombe de Jean Anouilh. Direcció de José Luis Alonso.
- 1962. Cómo casarse en siete días d'Alfonso Paso, substituint a Isabel Garcés.
- 1962. Senyora àvia vol marit de Josep Pous i Pagès. Per primera vegada fa teatre en català.
- 1965. Después de la caída d'Arthur Miller. companyia d'Adolfo Marsillach. Teatre Poliorama de Barcelona.
- 1967. Enseñar a un sinvergüenza d'Alfonso Paso. Companyia de Núria Torray
- 1968. Pedro de Urdemalas de Miguel de Cervantes. Companyia Teatro Nacional de Barcelona. Direcció de Josep Maria Loperena.
- 1969. El malalt imaginari de Molière, versió lliure de Joan Vila Casas. Direcció de Josep Maria Loperena. Teatro Nacional de Barcelona "Calderón de la Barca".
- 1969. Los delfines de Jaume Salom. Teatro Nacional de Barcelona "Calderón de la Barca. Direcció de Josep Maria Loperena.
- 1970. El décimo hombre de Paddy Chayefsky. Teatro Nacional de Barcelona. Direcció de Josep Maria Loperena.
- 1974. Gigí. Companyia de Teresa Rabal i José Rubio. Direcció de Víctor A. Catena.
- 1975. Harold y Maud de Colins Higgins. Estrenada al Teatro Bellas Artes de Madrid.
- 1976. La doble historia del doctor Valmy d'Antonio Buero Vallejo
- 1977. La casa de Bernarda Alba de Federico García Lorca. Direcció d'Angel Facio.
- 1978. Una altra Fedra, si us plau de Salvador Espriu. Companyia de Núria Espert. Direcció de Lluís Pasqual.

Cinema
- 1941. Fortunato. Director: Fernando Delgado.
- 1954. Marcelino Pan y Vino. Director: Ladislao Vajda
- 1977. Un hombre llamado Flor de Otoño. Director: Pedro Olea.

Premis
- 1959. Premio Nacional de Teatro, conjuntament amb Núria Espert.
- 1972. Premio Nacional de Teatro.
- 1973. Premio de Teatro "Valladolid 1972-73" al millor historial professional femení, conjuntament amb Mary Delgado.
- 1981. Premio Nacional de Teatro.